# Empis specularis
Empis specularis är en tvåvingeart som beskrevs av Mario Bezzi 1909. Empis specularis ingår i släktet Empis och familjen dansflugor. Inga underarter finns listade i Catalogue of Life.